# Tiger Corporation
Pour les articles homonymes, voir Tiger.
Tiger Corporation est une entreprise multinationale japonaise fondée en 1923. Elle produit des équipements électriques et électroniques tels que des bouilloires ou des grills électriques, des auto-cuiseurs ou encore des purificateurs d'air. Son siège est situé à Kadoma (Osaka).